# Ustaz Ashaari Muhammad
Ashaari Muhammad (n. 30 octombrie 1937 - d. 13 mai 2010)a fost liderul sectei religioase bazată pe islam pe nume Al-Arqam. Acesta a fost fondată în Malaysia și a fost interzisă de guvern pe data de 21 octombrie 1994.

## Dezvoltarea economică sub influenta lui Ustaz Ashaari Muhammad
Gândirea lui Ashaari Muhammad are legături cu mișcarea mesianică. El a ajuns la această gândire după studii riguroase ale hadith-urilor și ale cunoștințelor empirice pe care și le-a format după multe călătorii peste mări. Metoda lui Ustaz Asharii de a se baza pe spiritul întreprinzător economic contemporan, vine în contradicție cu problemele economice ce s-au abătut asupra musulmanilor de peste tot, precum și cu criza economică ce a afectat Asia de sud-est din anul 1997.

Ustaz Ashaari s-a străduit să își împlinească viziunea prin dezvoltarea și conducerea unor mișcări ce foloseau metode neconvenționale de administrare a dezvoltării economice și sociale. Fondată în 1968 ca o mică grupare religioasă, Darul Aqram s-a dezvoltat, până în anul 1994, într-un imperiu economic unic ce avea o influență imensă în cadrul elitei sociopolitice naționale. Reușitele sale tangibile au fost fenomenale, mai ales pentru o mișcare ce declara că funcționează stric în doctrina islamică. Până la oprirea activității sale în 1994, Darul Aqram, cu toate că a pornit din Malaysia,a dobândit o puternică orientare trans-națională, mai ales în jurul țărilor din sud-estul Asiei. Convinși fiind că un stat islamic dezvoltat din punct de vedere economic va apărea în Asia de sud-est în cele din urmă, discipolii lui Ustaz Ashaari din toată regiunea au susținut afacerile și companiile islamice sub diverse nume, înainte de a le regrupa treptat sub egida Rufaqa' Internațional Limited 2002.

În 1997, Ustaz Ashaari a înregistrat o companie privată numită Rufaqa' Corporation fără a se baza pe capital de la Darul Aqram ce a fost desființat. Începând cu medicamente pe bază de ierburi, Rufaqa' se concentra pe dezvoltarea afacerilor mici și mijlocii bazate pe „teritoriile islamice”, ce se referea la informal în mod evident la filierele Ruqfa' ce dominau o bună parte din domeniile industriale.

## Mesianismullui Ustaz Ashaari Muhammad
Pe data de 5 august 1994, Consiliul Național de Fatwa din Malaysia a decis în mod unanim că Darul Arqam și învățămintele sale au deviat în mod clar de la islam. Dintre cele zece acuzații aruncate asupra Darul Arqam, mesianismul a fost una dintre cele mai importante probleme ce au stat la baza fricțiunilor dintre autoritățile religioase oficiale și Darul Arqam.

În ceea ce privește mesianismul, trei idei fundamentale diferențiază credințele milenare ale lui Ustaz Ashaari de fostele curente mesianice. În primul rând, credința lui că Shaykh Muhammad Abdullah Al-Suhami,al cărui mormânt se spune că se află în Kelang, Malaysia, este de fapt viu în lumea spirituală și Dumnezeu îl pregătește pentru reapariția lui ca al-Mahdi.

Credinta lui Ustaz Ashaari în reînvierea lui Shaykh Muhammad Abdullah al-Suhaimi îl pune, aparent, pe același loc cu șiiții duodecimani.
A doua trăsătură distinctă a mesianismului lui Ustaz Asharii se referă la faptul că el pune un accent special pe apariția unui „tânăr din Bani Tamim”, o figură mistică ce a fost descrisă în hadith-uri ca trăgându-se din Orient și ca fiind marele vizir al lui al-Mahdi. Cu toate că apariția acestui ajutor al lui al-Mahdi a mai fost întâlnită în hadith-uri, o examinare istorică a mesianismului în islam ne arată că există o lipsă totală de atenție dată unui astfel de personaj. Ustaz Ashaari crede că acesta va pune bazele unui stat islamic în Orient ca fundație pentru conducerea lui al-Mahdi a celei de-a doua umma.

Cea de-a treia diferență în mesianismul lui Ustaz Ashaari este convingerea lui că Asia de sud-est joacă un rol dominant în determinarea cursului vietii islamice la sfârșitul timpului.

Pentru Ustaz Ashaari, hadith-urile futuristice, pe care se bazează gândirea sa futuristă, trebuie înțelese în sensul unor aspirații. Musulmanii sunt încurajați să se poarte în așa fel încât să devină oameni ce formează istoria.

## Legătura cu Asia de sud-est
Prezența influentă a adunării Darul Arqam în țările învecinate din Asia de sud-est de la intrarea sa în era ei internațională din 1980 a fost bine documentată. Călătoriile extinse întreprinse de Ustaz Ashaari (între ani 1988 și 1994) au dus la extinderea influenței sectei Darul Arqam până în Asia Centrală, Orientul Mijlociu și Europa, mai ales în Marea Britanie și Franța. Mari părți din publicațiile sectei Darul Arqam au fost închinate tot mai mult unor relatări colorate ale vizitelor făcute în străinătate de conducătorii Darul Arqam, precum și ale întâlnirilor lor cu jurnaliști, intelectuali, oficiali ai guvernelor și liderilor politici inclusiv din Thailanda, Indonezia, Filipine, Turcia, Iordania, China și Uzbekistan.

Ca o dovadă a succesului său în cadrul țărilor învecinate din sud-estul Asiei, reprezentarea sectei Darul Arqam a fost deplânsă de populațiile de bază ale țărilor, mai ales de aceea care au beneficiat de pe urma investițiilor și muncii sale sociale. Relațiile cordiale erau înrădăcinate de căsătoriile mixte între locuitorii filialei Malaysiene și ale celorlalte țări partenere.